# Troisième circonscription des Alpes-Maritimes
La troisième circonscription des Alpes-Maritimes est l'une des neuf circonscriptions législatives que compte le département français des Alpes-Maritimes (06), situé en région Provence-Alpes-Côte d'Azur.
Elle est représentée à l'Assemblée nationale, lors de la XVIIe législature de la Cinquième République, par Bernard Chaix, député de l'Union des droites pour la République (UDR). Elle s'étend sur les parties centre-nord et nord-est de la ville de Nice, ainsi que sur les communes voisines de La Trinité, Saint-André-de-la-Roche et Falicon.

## Description géographique et démographique

### Historique

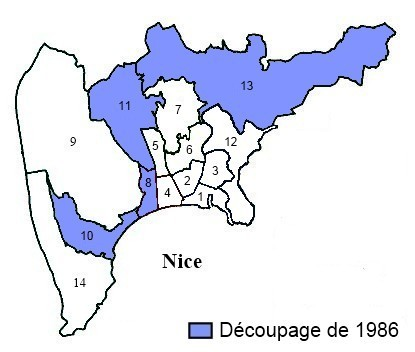
Carte de la 3e circonscription entre 1988 et 2012 (selon le découpage cantonal en vigueur jusqu'en 2014).

S'il y a plus de deux circonscriptions dans les Alpes-Maritimes depuis 1876, elles étaient nommées à partir de l'arrondissement avant la Cinquième République. La troisième circonscription des Alpes-Maritimes est créée par le redécoupage électoral de 1958. Elle est alors composée des cantons (selon leurs limites en vigueur en 1958) de :
- Canton de Nice-6
- Canton de Guillaumes
- Canton de Levens
- Canton de Puget-Théniers
- Canton de Roquestéron
- Canton de Saint-Étienne-de-Tinée
- Canton de Saint-Sauveur-sur-Tinée
- Canton de Villars-sur-Var[3].

Elle englobe alors par conséquent, du sud au nord : la moitié ouest de la ville de Nice, et l'arrière-pays situé au nord puis au nord-ouest, incluant tout le quart nord-ouest du département, jusqu'à son extrême nord à Saint-Étienne-de-Tinée.
À partir de 1986, date du rétablissement du scrutin uninominal majoritaire par circonscription et de la mise en place d'un nouveau découpage électoral, en vigueur à partir des élections législatives de 1988, la circonscription inclut les cantons suivants : Nice-8 (21 756 habitants en 2009), Nice-10 (31 850 habitants), Nice-11 (27 681 habitants) et Nice-13 (27 494 habitants),. Elle regroupe alors une partie de l'ouest et du nord de Nice, le nord-est de Nice, ainsi que les communes de Falicon, Saint-André-de-la-Roche et La Trinité. En 2009, elle regroupe 108 781 habitants.

### Circonscription actuelle

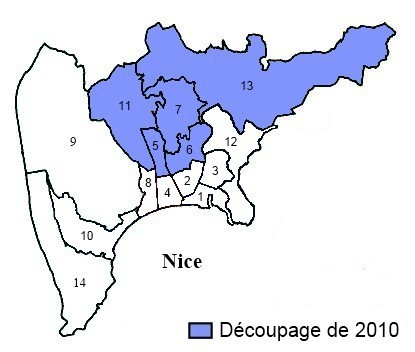
Carte de la 3e circonscription depuis 2012 (selon le découpage cantonal en vigueur jusqu'en 2014).

Le redécoupage des circonscriptions réalisé en 2010, en vigueur à partir des élections législatives de 2012, modifie de façon importante les limites de la troisième circonscription. Ainsi, l'ordonnance no 2009-935 du 29 juillet 2009, votée par le Parlement le 21 janvier 2010, lui ajoute les cantons de :
- Canton de Nice-5
- Canton de Nice-6
- Canton de Nice-7[7]

Ils appartenaient à la deuxième circonscription, et lui retire les cantons de Nice-8 et Nice-10 au profit respectivement de la première et de la cinquième circonscription. La composition cantonale de la circonscription devient donc jusqu'au redécoupage cantonal de 2014 : Nice-5, Nice-6, Nice-7, Nice-11 et Nice-13.
La circonscription englobe donc le centre géographique, le nord et le nord-est de la ville de Nice, et les communes de La Trinité, Saint-André-de-la-Roche et Falicon.
La répartition démographique par canton de la troisième circonscription (selon le découpage cantonal en vigueur jusqu'en 2014) est donnée dans le tableau ci-dessous.
| Année | Nice-5 | Nice-6 | Nice-7 | Nice-11 | Nice-13 | Total   |
| ----- | ------ | ------ | ------ | ------- | ------- | ------- |
| 2009  | 28 871 | 27 952 | 21 817 | 27 681  | 27 494  | 133 815 |

Avec le redécoupage cantonal de 2014, les limites de la circonscription n'ont pas varié mais la composition cantonale de la circonscription est devenue la suivante : une partie de Nice-4 (quartiers Pessicart, Mantega, Las Planas, Saint-Sylvestre, Le Ray), une partie de Nice-5, une partie de Nice-6 (quartiers Rimiez, Cimiez, Cap de Croix, Gairaut), une partie de Nice-7 (hors quartier Bon-Voyage), une partie de Nice-8 (quartier Lyautey), et une petite partie du canton de Tourrette-Levens correspondant à la commune de Falicon.
La population totale de la circonscription est la suivante : 
| 2013    | 2019    | 2021    |
| ------- | ------- | ------- |
| 131 096 | 137 922 | 140 058 |

## Description historique et politique

### Historique des députations
| Législature | Début de mandat | Fin de mandat   | Député                      | Parti politique   | Observations |
| ----------- | --------------- | --------------- | --------------------------- | ----------------- | --- |
| Ire         | 9 décembre 1958 | 9 octobre 1962  | Léon Teisseire              | UNR               | Mandat écourté à la suite d'une dissolution parlementaire décidée par Charles de Gaulle.                                                                     |
| IIe         | 6 décembre 1962 | 9 mai 1963      | Édouard Corniglion-Molinier | app. UNR-UDT      | Édouard Corniglion-Molinier meurt le 9 mai 1963. Il est remplacé par Fernand Icart le 10 mai 1963.                                                           |
| IIe         | 10 mai 1963     | 2 avril 1967    | Fernand Icart               | RI                | Édouard Corniglion-Molinier meurt le 9 mai 1963. Il est remplacé par Fernand Icart le 10 mai 1963.                                                           |
| IIIe        | 3 avril 1967    | 30 mai 1968     | Paul Cléricy                | FGDS              | Mandat écourté à la suite d'une dissolution parlementaire décidée par Charles de Gaulle.                                                                     |
| IVe         | 11 juillet 1968 | 1er avril 1973  | Fernand Icart               | RI                | |
| Ve          | 2 avril 1973    | 26 octobre 1977 | Fernand Icart               | RI                | Nommé le 26 septembre 1977 dans le gouvernement Raymond Barre (2), il est remplacé le 26 octobre 1977 par son suppléant Jacques Dumas-Lairolle.              |
| Ve          | 26 octobre 1977 | 2 avril 1978    | Jacques Dumas-Lairolle      | RI                | Nommé le 26 septembre 1977 dans le gouvernement Raymond Barre (2), il est remplacé le 26 octobre 1977 par son suppléant Jacques Dumas-Lairolle.              |
| VIe         | 3 avril 1978    | 22 mai 1981     | Fernand Icart               | UDF-PR            | Mandat écourté à la suite d'une dissolution parlementaire décidée par François Mitterrand.                                                                   |
| VIIe        | 2 juillet 1981  | 1er avril 1986  | Jean-Hugues Colonna         | PS                | |
| IXe         | 23 juin 1988    | 1er avril 1993  | Rudy Salles                 | UDF               | Conseiller régional de Provence-Alpes-Côte d'Azur |
| Xe          | 2 avril 1993    | 21 avril 1997   | Rudy Salles                 | UDF               | Conseiller municipal de Nice Mandat écourté à la suite d'une dissolution parlementaire décidée par Jacques Chirac.                                           |
| XIe         | 12 juin 1997    | 18 juin 2002    | Rudy Salles                 | UDF               | |
| XIIe        | 19 juin 2002    | 19 juin 2007    | Rudy Salles                 | UDF               | Conseiller régional de Provence-Alpes-Côte d'Azur |
| XIIIe       | 20 juin 2007    | 19 juin 2012    | Rudy Salles                 | NC                | Conseiller régional de Provence-Alpes-Côte d'Azur (jusqu'au 25 mai 2009) Adjoint au maire de Nice (à partir de mars 2008)                                    |
| XIVe        | 20 juin 2012    | 20 juin 2017    | Rudy Salles                 | NC                | Adjoint au maire de Nice |
| XVe         | 21 juin 2017    | 21 juin 2022    | Cédric Roussel              | LREM              | Conseiller en patrimoine et en ingénierie économique et financière                                                                                           |
| XVIe        | 22 juin 2022    | 9 juin 2024     | Philippe Pradal             | Horizons-Ensemble | Conseiller départemental des Alpes-Maritimes dans le Canton de Nice-4 Mandat écourté à la suite d'une dissolution parlementaire décidée par Emmanuel Macron. |
| XVIIe       | 8 juillet 2024  | En cours        | Bernard Chaix               | UDR               | Conseiller départemental des Alpes-Maritimes dans le Canton de Nice-8.                                                                                       |

### Historique des élections

#### Élections de 1958
| Candidat       | Candidat                    | Parti          | Premier tour | Premier tour | Second tour | Second tour |  |
| Candidat       | Candidat                    | Parti          | Voix         | %            | Voix        | %           |  |
| -------------- | --------------------------- | -------------- | ------------ | ------------ | ----------- | ----------- |  |
|                | Léon Teisseire élu          | UNR            | 13 394       | 34,44        | 25 818      | 69,42       |  |
|                | Édouard Corniglion-Molinier | Radcent        | 12 807       | 32,93        | Retrait     | Retrait     |  |
|                | Jean Laurenti               | PCF            | 10 317       | 26,53        | 11 374      | 30,58       |  |
|                | Nicolas de Poli             | CRR            | 2 370        | 6,09         | Retrait     | Retrait     |  |
|                |                             |                |              |              |             |             |  |
| Inscrits       | Inscrits                    | Inscrits       | 52 046       | 100,00       | 52 043      | 100,00      |  |
| Abstentions    | Abstentions                 | Abstentions    | 11 816       | 22,7         | 13 573      | 26,08       |  |
| Votants        | Votants                     | Votants        | 40 230       | 77,3         | 38 470      | 73,92       |  |
| Blancs et nuls | Blancs et nuls              | Blancs et nuls | 1 342        | 3,34         | 1 278       | 3,32        |  |
| Exprimés       | Exprimés                    | Exprimés       | 38 888       | 96,66        | 37 192      | 96,68       |  |

Pouvant accéder au second tour car ayant recueilli un nombre de voix représentant plus de 5 % des suffrages exprimés, Édouard Corniglion-Molinier et Nicolas de Poli choisissent de se désister.
Le suppléant de Léon Teisseire était Georges Salvago, avocat à Nice, ancien sénateur, conseiller général du canton de Roquestéron.

#### Élections de 1962
| Candidat       | Candidat                        | Parti                     | Premier tour | Premier tour | Second tour | Second tour |  |
| Candidat       | Candidat                        | Parti                     | Voix         | %            | Voix        | %           |  |
| -------------- | ------------------------------- | ------------------------- | ------------ | ------------ | ----------- | ----------- |  |
|                | Édouard Corniglion-Molinier élu | UNR-UDT                   | 10 566       | 28,32        | 20 656      | 57,6        |  |
|                | Charles Caressa                 | PCF                       | 9 313        | 24,96        | 13 982      | 38,99       |  |
|                | Léon Teisseire sortant          | Divers droite (Gaulliste) | 7 826        | 20,97        | 1 223       | 3,41        |  |
|                | Victor Robini                   | Radcent                   | 5 976        | 16,02        | Retrait     | Retrait     |  |
|                | Marcel Sableau                  | CR                        | 1 549        | 4,15         |             |             |  |
|                | Jean Walter                     | PSU                       | 1 261        | 3,38         |             |             |  |
|                | Jean Griseri                    | UFF                       | 821          | 2,2          |             |             |  |
|                |                                 |                           |              |              |             |             |  |
| Inscrits       | Inscrits                        | Inscrits                  | 57 745       | 100,00       | 57 738      | 100,00      |  |
| Abstentions    | Abstentions                     | Abstentions               | 19 135       | 33,14        | 19 493      | 33,76       |  |
| Votants        | Votants                         | Votants                   | 38 610       | 66,86        | 38 245      | 66,24       |  |
| Blancs et nuls | Blancs et nuls                  | Blancs et nuls            | 1 298        | 3,36         | 2 384       | 6,23        |  |
| Exprimés       | Exprimés                        | Exprimés                  | 37 312       | 96,64        | 35 861      | 93,77       |  |

Pouvant accéder au second tour car ayant recueilli un nombre de voix représentant plus de 5 % des suffrages exprimés, Victor Robini choisit de se désister.
Édouard Corniglion-Molinier décède le 9 mai 1963 et est remplacé par son suppléant Fernand Icart, entrepreneur.

#### Élections de 1967
| Candidat       | Candidat              | Parti                     | Premier tour | Premier tour | Second tour | Second tour |  |
| Candidat       | Candidat              | Parti                     | Voix         | %            | Voix        | %           |  |
| -------------- | --------------------- | ------------------------- | ------------ | ------------ | ----------- | ----------- |  |
|                | Fernand Icart sortant | RI                        | 18 925       | 35,03        | 24 060      | 43,98       |  |
|                | Virgile Pasquetti     | PCF                       | 12 575       | 23,28        | Retrait     | Retrait     |  |
|                | Paul Cléricy élu      | FGDS (CIR)                | 9 887        | 18,3         | 30 644      | 56,02       |  |
|                | Jean Hancy            | CD (PDM)                  | 8 636        | 15,98        | Retrait     | Retrait     |  |
|                | Léon Teisseire        | Divers droite (Gaulliste) | 3 281        | 6,07         |             |             |  |
|                | Marcel Izembart       | Extrême droite            | 722          | 1,34         |             |             |  |
|                |                       |                           |              |              |             |             |  |
| Inscrits       | Inscrits              | Inscrits                  | 70 716       | 100,00       | 70 710      | 100,00      |  |
| Abstentions    | Abstentions           | Abstentions               | 15 193       | 21,48        | 14 603      | 20,65       |  |
| Votants        | Votants               | Votants                   | 55 523       | 78,52        | 56 107      | 79,35       |  |
| Blancs et nuls | Blancs et nuls        | Blancs et nuls            | 1 497        | 2,7          | 1 403       | 2,5         |  |
| Exprimés       | Exprimés              | Exprimés                  | 54 026       | 97,3         | 54 704      | 97,5        |  |

Pouvant accéder au second tour car ayant recueilli un nombre de suffrages représentant plus de 10 % des électeurs inscrits, Virgile Pasquetti et Jean Hancy choisissent de se désister.
Jean Touscoz, maitre de conférences à la Faculté de droit de Nice, était le suppléant de Paul Cléricy.

#### Élections de 1968
| Candidat       | Candidat             | Parti          | Premier tour | Premier tour | Second tour | Second tour |  |
| Candidat       | Candidat             | Parti          | Voix         | %            | Voix        | %           |  |
| -------------- | -------------------- | -------------- | ------------ | ------------ | ----------- | ----------- |  |
|                | Fernand Icart élu    | RI             | 16 070       | 30,11        | 23 843      | 44,21       |  |
|                | Virgile Pasquetti    | PCF            | 13 560       | 25,41        | 17 996      | 33,37       |  |
|                | Pierre de Bénouville | CD (PDM)       | 11 941       | 22,37        | 12 087      | 22,41       |  |
|                | Jacques Dietlin      | UDR            | 5 643        | 10,57        |             |             |  |
|                | Jacques Pomonti      | FGDS (CIR)     | 2 484        | 4,65         |             |             |  |
|                | Michel Oriol         | PSU            | 2 189        | 4,1          |             |             |  |
|                | Xavier de Bernardi   | Divers gauche  | 1 484        | 2,78         |             |             |  |
|                |                      |                |              |              |             |             |  |
| Inscrits       | Inscrits             | Inscrits       | 70 053       | 100,00       | 70 022      | 100,00      |  |
| Abstentions    | Abstentions          | Abstentions    | 15 627       | 22,31        | 15 146      | 21,63       |  |
| Votants        | Votants              | Votants        | 54 426       | 77,69        | 54 876      | 78,37       |  |
| Blancs et nuls | Blancs et nuls       | Blancs et nuls | 1 055        | 1,94         | 950         | 1,73        |  |
| Exprimés       | Exprimés             | Exprimés       | 53 371       | 98,06        | 53 926      | 98,27       |  |

Jacques Dumas-Lairolle, avocat au barreau de Nice, était le suppléant de Fernand Icart.

#### Élections de 1973
| Candidat           | Candidat                    | Parti               | Premier tour | Premier tour | Second tour | Second tour |  |
| Candidat           | Candidat                    | Parti               | Voix         | %            | Voix        | %           |  |
| ------------------ | --------------------------- | ------------------- | ------------ | ------------ | ----------- | ----------- |  |
|                    | Fernand Icart sortant réélu | RI (URP)            | 20 196       | 32,58        | 30 800      | 48,50       |  |
|                    | Virgile Pasquetti           | PCF                 | 17 015       | 27,45        | 26 293      | 41,40       |  |
|                    | Henri Roubault              | MR                  | 12 838       | 20,71        | 6 412       | 10,09       |  |
|                    | Jean Hancy                  | PS (UGSD)           | 10 588       | 17,08        | Retrait     | Retrait     |  |
|                    | Jean Waïss                  | Divers droite (MSP) | 1 352        | 2,18         |             |             |  |
|                    |                             |                     |              |              |             |             |  |
| Inscrits           | Inscrits                    | Inscrits            | 78 755       | 100,00       | 78 756      | 100,00      |  |
| Abstentions        | Abstentions                 | Abstentions         | 15 211       | 19,31        | 13 752      | 17,46       |  |
| Votants            | Votants                     | Votants             | 63 544       | 80,69        | 65 004      | 82,54       |  |
| Blancs et nuls     | Blancs et nuls              | Blancs et nuls      | 1 555        | 2,45         | 1 499       | 2,31        |  |
| Exprimés           | Exprimés                    | Exprimés            | 61 989       | 97,55        | 63 505      | 97,69       |  |
| Source : Data.gouv |                             |                     |              |              |             |             |  |

Pouvant accéder au second tour car ayant recueilli un nombre de suffrages représentant plus de 10 % des électeurs inscrits, Jean Hancy choisit de se désister.
Jacques Dumas-Lairolle était suppléant de Fernand Icart. Jacques Dumas-Lairolle remplaça Fernand Icart, nommé membre du gouvernement, du 26 octobre 1977 au 2 avril 1978.

#### Élections de 1978
| Candidat       | Candidat                    | Parti             | Premier tour | Premier tour | Second tour | Second tour |  |
| Candidat       | Candidat                    | Parti             | Voix         | %            | Voix        | %           |  |
| -------------- | --------------------------- | ----------------- | ------------ | ------------ | ----------- | ----------- |  |
|                | Fernand Icart sortant réélu | UDF (PR)          | 32 802       | 40,91        | 46 761      | 56,96       |  |
|                | Virgile Pasquetti           | PCF               | 19 445       | 24,24        | 35 339      | 43,04       |  |
|                | Séraphin Pinto              | PS                | 11 577       | 14,43        |             |             |  |
|                | Pierre-Louis Criqui         | RPR               | 6 037        | 7,52         |             |             |  |
|                | Anne Adjadj                 | Divers écologiste | 3 597        | 4,48         |             |             |  |
|                | Jean Hancy                  | MRG               | 2 677        | 3,34         |             |             |  |
|                | Marcel Panizzoli            | MDD               | 1 594        | 1,99         |             |             |  |
|                | Pierre Snabre               | FN                | 906          | 1,13         |             |             |  |
|                | Jean-Pierre Cristobal       | LO                | 574          | 0,72         |             |             |  |
|                | Marie-Catherine Dardel      | LCR               | 429          | 0,53         |             |             |  |
|                | Jean-Louis Haÿ              | UGP               | 341          | 0,43         |             |             |  |
|                | Joël Cristofari             | Extrême gauche    | 207          | 0,26         |             |             |  |
|                |                             |                   |              |              |             |             |  |
| Inscrits       | Inscrits                    | Inscrits          | 98 670       | 100,00       | 98 657      | 100,00      |  |
| Abstentions    | Abstentions                 | Abstentions       | 17 129       | 17,36        | 14 223      | 14,42       |  |
| Votants        | Votants                     | Votants           | 81 541       | 82,64        | 84 434      | 85,58       |  |
| Blancs et nuls | Blancs et nuls              | Blancs et nuls    | 1 355        | 1,66         | 2 334       | 2,76        |  |
| Exprimés       | Exprimés                    | Exprimés          | 80 186       | 98,34        | 82 100      | 97,24       |  |

Jacques Dumas-Lairolle était suppléant de Fernand Icart.

#### Élections de 1981
| Candidat       | Candidat                | Parti          | Premier tour | Premier tour | Second tour | Second tour |  |
| Candidat       | Candidat                | Parti          | Voix         | %            | Voix        | %           |  |
| -------------- | ----------------------- | -------------- | ------------ | ------------ | ----------- | ----------- |  |
|                | Fernand Icart sortant   | UDF (PR)       | 33 592       | 46,91        | 38 359      | 49,27       |  |
|                | Jean-Hugues Colonna élu | PS             | 22 036       | 30,77        | 39 496      | 50,73       |  |
|                | Louis Fiori             | PCF            | 13 976       | 19,52        | Retrait     | Retrait     |  |
|                | Albert Peyron           | FN             | 1 483        | 2,07         |             |             |  |
|                | Jean-Claude Berges      | PSU            | 519          | 0,72         |             |             |  |
|                |                         |                |              |              |             |             |  |
| Inscrits       | Inscrits                | Inscrits       | 104 272      | 100,00       | 104 265     | 100,00      |  |
| Abstentions    | Abstentions             | Abstentions    | 31 764       | 30,46        | 25 460      | 24,42       |  |
| Votants        | Votants                 | Votants        | 72 508       | 69,54        | 78 805      | 75,58       |  |
| Blancs et nuls | Blancs et nuls          | Blancs et nuls | 902          | 1,24         | 950         | 1,21        |  |
| Exprimés       | Exprimés                | Exprimés       | 71 606       | 98,76        | 77 855      | 98,79       |  |

Gilbert Robin était suppléant de Jean-Hugues Colonna.

#### Élections de 1988
| Candidat       | Candidat               | Parti          | Premier tour | Premier tour | Second tour | Second tour |  |
| Candidat       | Candidat               | Parti          | Voix         | %            | Voix        | %           |  |
| -------------- | ---------------------- | -------------- | ------------ | ------------ | ----------- | ----------- |  |
|                | Rudy Salles élu        | UDF (PR) (URC) | 14 669       | 34,91        | 26 976      | 58,13       |  |
|                | Jacques Peyrat sortant | FN             | 10 376       | 24,69        | Retrait     | Retrait     |  |
|                | Michèle Matringe       | PS             | 9 878        | 23,51        | 19 429      | 41,87       |  |
|                | Louis Broch            | PCF            | 5 155        | 12,27        |             |             |  |
|                | Antoine Léonetti       | diss. PS       | 1 946        | 4,63         |             |             |  |
|                |                        |                |              |              |             |             |  |
| Inscrits       | Inscrits               | Inscrits       | 72 099       | 100,00       | 72 099      | 100,00      |  |
| Abstentions    | Abstentions            | Abstentions    | 29 408       | 40,79        | 24 484      | 33,96       |  |
| Votants        | Votants                | Votants        | 42 691       | 59,21        | 47 615      | 66,04       |  |
| Blancs et nuls | Blancs et nuls         | Blancs et nuls | 667          | 1,56         | 1 210       | 2,54        |  |
| Exprimés       | Exprimés               | Exprimés       | 42 024       | 98,44        | 46 405      | 97,46       |  |

Honoré Colomas, maire de Saint-André était suppléant de Rudy Salles.

#### Élections de 1993
| Candidat       | Candidat                  | Parti                      | Premier tour | Premier tour | Second tour | Second tour |  |
| Candidat       | Candidat                  | Parti                      | Voix         | %            | Voix        | %           |  |
| -------------- | ------------------------- | -------------------------- | ------------ | ------------ | ----------- | ----------- |  |
|                | Jean-Marie Le Pen         | FN                         | 12 602       | 27,49        | 17 458      | 42,06       |  |
|                | Rudy Salles sortant réélu | UDF (PR)                   | 9 183        | 20,03        | 24 046      | 57,94       |  |
|                | Bernard Asso              | RPR                        | 8 339        | 18,19        |             |             |  |
|                | Jean-Hugues Colonna       | PS (ADFP)                  | 6 943        | 15,15        |             |             |  |
|                | Louis Broch               | PCF                        | 4 217        | 9,2          |             |             |  |
|                | Denis Roman               | Les Verts (EÉ)             | 2 095        | 4,57         |             |             |  |
|                | Viviane Peizerat          | LT-LNÉ                     | 739          | 1,61         |             |             |  |
|                | Véronique Dedelley        | UÉD                        | 588          | 1,28         |             |             |  |
|                | James Deleuse             | Divers gauche (Maj. prés.) | 458          | 1            |             |             |  |
|                | Jean-Philippe Allenbach   | Divers                     | 219          | 0,48         |             |             |  |
|                | Robert Serbourse          | Divers                     | 146          | 0,32         |             |             |  |
|                | Jean-Pierre Malbert       | AP                         | 115          | 0,25         |             |             |  |
|                | Said Talaouanou           | Divers gauche (Maj. prés.) | 98           | 0,21         |             |             |  |
|                | Gérard Dariste            | PLN                        | 94           | 0,21         |             |             |  |
|                |                           |                            |              |              |             |             |  |
| Inscrits       | Inscrits                  | Inscrits                   | 73 399       | 100,00       | 73 399      | 100,00      |  |
| Abstentions    | Abstentions               | Abstentions                | 26 193       | 35,69        | 26 765      | 36,47       |  |
| Votants        | Votants                   | Votants                    | 47 206       | 64,31        | 46 634      | 63,53       |  |
| Blancs et nuls | Blancs et nuls            | Blancs et nuls             | 1 370        | 2,9          | 5 130       | 11          |  |
| Exprimés       | Exprimés                  | Exprimés                   | 45 836       | 97,1         | 41 504      | 89          |  |

André Bonny, cadre de la fonction publique, adjoint au maire de Nice, était suppléant de Rudy Salles.

#### Élections de 1997
| Candidat       | Candidat                  | Parti          | Premier tour | Premier tour | Second tour | Second tour |  |
| Candidat       | Candidat                  | Parti          | Voix         | %            | Voix        | %           |  |
| -------------- | ------------------------- | -------------- | ------------ | ------------ | ----------- | ----------- |  |
|                | Rudy Salles sortant réélu | UDF (PR)       | 11 845       | 29,48        | 23 639      | 66,39       |  |
|                | Jean-Pierre Schénardi     | FN             | 10 164       | 25,29        | 11 967      | 33,61       |  |
|                | Michèle Matringe          | PS             | 7 436        | 18,5         |             |             |  |
|                | Louis Broch               | PCF            | 4 923        | 12,25        |             |             |  |
|                | Jacques de Rocca-Serra    | LDI (MPF)      | 1 836        | 4,57         |             |             |  |
|                | Brigitte Bergeron         | GÉ             | 864          | 2,15         |             |             |  |
|                | Patrice Miran             | MÉI            | 760          | 1,89         |             |             |  |
|                | Lucien Recrosio           | Les Verts      | 747          | 1,86         |             |             |  |
|                | Hervé Cael                | Extrême droite | 416          | 1,04         |             |             |  |
|                | Delphine d'Onofrio        | LT-LNÉ         | 395          | 0,98         |             |             |  |
|                | Bruno Della-Sudda         | AREV           | 386          | 0,96         |             |             |  |
|                | Claude Tchernatinsky      | MDC            | 269          | 0,67         |             |             |  |
|                | Patrick Kaibi             | IR             | 143          | 0,36         |             |             |  |
|                |                           |                |              |              |             |             |  |
| Inscrits       | Inscrits                  | Inscrits       | 72 232       | 100,00       | 72 231      | 100,00      |  |
| Abstentions    | Abstentions               | Abstentions    | 30 691       | 42,49        | 30 810      | 42,65       |  |
| Votants        | Votants                   | Votants        | 41 541       | 57,51        | 41 421      | 57,35       |  |
| Blancs et nuls | Blancs et nuls            | Blancs et nuls | 1 357        | 3,27         | 5 815       | 14,04       |  |
| Exprimés       | Exprimés                  | Exprimés       | 40 184       | 96,73        | 35 606      | 85,96       |  |

Le suppléant de Rudy Salles était André Bonny, ancien maire-adjoint de Nice (1983 à 1995).

#### Élections de 2002
| Candidat       | Candidat                  | Parti            | Premier tour | Premier tour | Second tour | Second tour |  |
| Candidat       | Candidat                  | Parti            | Voix         | %            | Voix        | %           |  |
| -------------- | ------------------------- | ---------------- | ------------ | ------------ | ----------- | ----------- |  |
|                | Rudy Salles sortant réélu | UDF              | 17 207       | 43,06        | 22 280      | 71          |  |
|                | Isabelle Gérard           | FN               | 9 499        | 23,77        | 9 101       | 29          |  |
|                | Juliette Chesnel Le Roux  | Les Verts        | 7 996        | 20,01        |             |             |  |
|                | Marie Billi               | PCF              | 1 846        | 4,62         |             |             |  |
|                | Jean-Marie Bertozzi       | MNR              | 436          | 1,09         |             |             |  |
|                | Jean-Christophe Picard    | Divers gauche    | 411          | 1,03         |             |             |  |
|                | Angèle Orsini             | Pôle républicain | 406          | 1,02         |             |             |  |
|                | Patrice Miran             | MÉI              | 402          | 1,01         |             |             |  |
|                | Jean Pardini              | Divers           | 378          | 0,95         |             |             |  |
|                | Bruno Della Sudda         | Extrême gauche   | 331          | 0,83         |             |             |  |
|                | Marie-Josée Pereira       | LO               | 277          | 0,69         |             |             |  |
|                | Williams Vanseveren       | MPF              | 212          | 0,53         |             |             |  |
|                | Muguette Rigolat          | GÉ               | 183          | 0,46         |             |             |  |
|                | Roland Buch               | Divers           | 120          | 0,3          |             |             |  |
|                | André-Jacques Holbecq     | Divers           | 85           | 0,21         |             |             |  |
|                | Catherine Habay           | Divers           | 68           | 0,17         |             |             |  |
|                | Laurette Martinetti       | Divers           | 67           | 0,17         |             |             |  |
|                | René Dedieu               | Divers           | 40           | 0,1          |             |             |  |
|                |                           |                  |              |              |             |             |  |
| Inscrits       | Inscrits                  | Inscrits         | 72 483       | 100,00       | 72 584      | 100,00      |  |
| Abstentions    | Abstentions               | Abstentions      | 31 893       | 44           | 38 012      | 52,37       |  |
| Votants        | Votants                   | Votants          | 40 590       | 56           | 34 572      | 47,63       |  |
| Blancs et nuls | Blancs et nuls            | Blancs et nuls   | 626          | 1,54         | 3 191       | 9,23        |  |
| Exprimés       | Exprimés                  | Exprimés         | 39 964       | 98,46        | 31 381      | 90,77       |  |

Le suppléant de Rudy Salles était André Bonny, RPR, cadre retraité de la Fonction publique, Nice. André Bonny est décédé le 10 février 2007.

#### Élections de 2007
|                | Rudy Salles sortant réélu | NC                  | 21 805 | 56,65  |  |  |  |
|                | Élodie Jomat              | PRG                 | 7 372  | 19,15  |  |  |  |
|                | Gilbert Pigli             | FN                  | 2 998  | 7,79   |  |  |  |
|                | Adeline Mouton            | PCF                 | 1 447  | 3,76   |  |  |  |
|                | Myriam Marchand           | BI                  | 963    | 2,50   |  |  |  |
|                | Pierre Argentieri         | MPF                 | 790    | 2,05   |  |  |  |
|                | Rémi Gaechter             | Les Verts           | 786    | 2,04   |  |  |  |
|                | Bruno Della Sudda         | Extrême gauche (GA) | 507    | 1,32   |  |  |  |
|                | Serge Gardien             | LT-LNÉ              | 425    | 1,10   |  |  |  |
|                | Élie Guez                 | Divers              | 352    | 0,91   |  |  |  |
|                | Jean-Marie Baele          | MNR                 | 328    | 0,85   |  |  |  |
|                | Nadia Aouassi             | Divers              | 288    | 0,75   |  |  |  |
|                | Laurent Bacino            | COM                 | 247    | 0,64   |  |  |  |
|                | Marie-José Pereira        | LO                  | 185    | 0,48   |  |  |  |
|                |                           |                     |        |        |  |  |  |
| Inscrits       | Inscrits                  | Inscrits            | 70 019 | 100,00 |  |  |  |
| Abstentions    | Abstentions               | Abstentions         | 30 651 | 43,78  |  |  |  |
| Votants        | Votants                   | Votants             | 39 368 | 56,22  |  |  |  |
| Blancs et nuls | Blancs et nuls            | Blancs et nuls      | 875    | 2,22   |  |  |  |
| Exprimés       | Exprimés                  | Exprimés            | 38 493 | 97,78  |  |  |  |

Le suppléant de Rudy Salles était Philippe Soussi, avocat au barreau de Nice.

#### Élections de 2012
| Candidat       | Candidat                  | Parti                                 | Premier tour | Premier tour | Second tour | Second tour |  |
| Candidat       | Candidat                  | Parti                                 | Voix         | %            | Voix        | %           |  |
| -------------- | ------------------------- | ------------------------------------- | ------------ | ------------ | ----------- | ----------- |  |
|                | Rudy Salles sortant réélu | NC (UMP)                              | 17 420       | 36,80        | 25 060      | 58,73       |  |
|                | Christine Doréjo          | PS (EÉLV)                             | 10 891       | 23,01        | 17 611      | 41,27       |  |
|                | Gaël Nofri                | RBM (SIEL)                            | 10 770       | 22,75        |             |             |  |
|                | Roselyne Grac             | FG (PG) (PCF)                         | 2 370        | 5,01         |             |             |  |
|                | Jean-Christophe Picard    | PRG                                   | 2 032        | 4,29         |             |             |  |
|                | Marouane Bouloudhnine     | CpF (MoDem)                           | 833          | 1,76         |             |             |  |
|                | Marie-José Vallade        | MHAN                                  | 558          | 1,18         |             |             |  |
|                | Bruno Della Sudda         | SÉGA-ALT (NPA, GA, PO, ROC)           | 518          | 1,09         |             |             |  |
|                | Marie-Édith Cattet        | PDF                                   | 387          | 0,82         |             |             |  |
|                | Delphine Delétang         | AÉI                                   | 337          | 0,71         |             |             |  |
|                | Sylvain Maillot           | Pirate                                | 248          | 0,52         |             |             |  |
|                | Didier Burdin             | DLR                                   | 234          | 0,49         |             |             |  |
|                | Patrick Monica            | PCD (CNIP, MPF)                       | 218          | 0,46         |             |             |  |
|                | Laurent Bacino            | COM                                   | 167          | 0,35         |             |             |  |
|                | Denis Roos                | Divers droite (Terroirs Nice Vallées) | 143          | 0,30         |             |             |  |
|                | Igor Kurek                | RPF                                   | 125          | 0,26         |             |             |  |
|                | Marie-José Pereira        | LO                                    | 81           | 0,17         |             |             |  |
|                |                           |                                       |              |              |             |             |  |
| Inscrits       | Inscrits                  | Inscrits                              | 87 373       | 100,00       | 87 373      | 100,00      |  |
| Abstentions    | Abstentions               | Abstentions                           | 39 480       | 45,19        | 42 916      | 49,12       |  |
| Votants        | Votants                   | Votants                               | 47 893       | 54,81        | 44 457      | 50,88       |  |
| Blancs et nuls | Blancs et nuls            | Blancs et nuls                        | 561          | 1,17         | 1 786       | 4,02        |  |
| Exprimés       | Exprimés                  | Exprimés                              | 47 332       | 98,83        | 42 671      | 95,98       |  |

Le suppléant de Rudy Salles était Lauriano Azinheirinha, orthophoniste, adjoint au maire de Nice, conseiller général du canton de Nice-6.

#### Élections de 2017
Les élections législatives françaises de 2017 ont lieu les 11 et 18 juin 2017.
|                  | Cédric Roussel, élu      | LREM           | 12 727 | 31,91  | 19 762 | 60,84  |  |  |  |  |  |
|                  | Philippe Vardon          | FN             | 8 476  | 21,25  | 12 720 | 39,16  |  |  |  |  |  |
|                  | Rudy Salles*             | UDI-LR         | 8 176  | 20,50  |        |        |  |  |  |  |  |
|                  | Bruno Coulet             | FI             | 4 459  | 11,18  |        |        |  |  |  |  |  |
|                  | Raphaël Galmiche         | SOC            | 1 284  | 3,22   |        |        |  |  |  |  |  |
|                  | Juliette Chesnel-Le Roux | ECO            | 1 061  | 2,66   |        |        |  |  |  |  |  |
|                  | Stanislas André          | DVD            | 838    | 2,10   |        |        |  |  |  |  |  |
|                  | Muriel Loubet            | DLF            | 739    | 1,85   |        |        |  |  |  |  |  |
|                  | Chantal Fontanesi        | DVD            | 707    | 1,77   |        |        |  |  |  |  |  |
|                  | Éric Gilli               | DIV            | 452    | 1,13   |        |        |  |  |  |  |  |
|                  | Isabelle Di Mascio       | DIV            | 395    | 0,99   |        |        |  |  |  |  |  |
|                  | Geneviève Blache         | DIV            | 235    | 0,59   |        |        |  |  |  |  |  |
|                  | Marie-José Pereira       | LO             | 197    | 0,49   |        |        |  |  |  |  |  |
|                  | Karim Akasbi             | DIV            | 116    | 0,29   |        |        |  |  |  |  |  |
|                  | Renaud Deconde           | DIV            | 28     | 0,07   |        |        |  |  |  |  |  |
|                  | Didier Asin              | DVD            | 0      | 0      |        |        |  |  |  |  |  |
|                  |                          |                |        |        |        |        |  |  |  |  |  |
| Inscrits         | Inscrits                 | Inscrits       | 89 137 | 100,00 | 89 137 | 100,00 |  |  |  |  |  |
| Abstentions      | Abstentions              | Abstentions    | 48 559 | 54,48  | 53 760 | 60,31  |  |  |  |  |  |
| Votants          | Votants                  | Votants        | 40 578 | 45,52  | 35 377 | 39,69  |  |  |  |  |  |
| Blancs et nuls   | Blancs et nuls           | Blancs et nuls | 688    | 1,70   | 2 895  | 8,18   |  |  |  |  |  |
| Exprimés         | Exprimés                 | Exprimés       | 39 890 | 98,30  | 32 482 | 91,82  |  |  |  |  |  |
| * député sortant |                          |                |        |        |        |        |  |  |  |  |  |

La suppléante de Cédric Roussel était Tassadit Derradj, cheffe d'entreprise à Nice.

#### Élections de 2022
| Résultats des élections législatives des 12 et 19 juin 2022 de la 3e circonscription des Alpes-Maritimes |                          |                          |                          |              |              |             |             |
| Candidat                                                                                                 | Candidat                 | Parti et coalition       | Nuance                   | Premier tour | Premier tour | Second tour | Second tour |
| Candidat                                                                                                 | Candidat                 | Parti et coalition       | Nuance                   | Voix         | %            | Voix        | %           |
| | Philippe Pradal          | H (ENS)                  | ENS                      | 10 113       | 26,04        | 19 043      | 57,44       |
| | Enzo Giusti              | LFI (NUPES)              | NUP                      | 8 524        | 21,95        | 14 111      | 42,56       |
| | Benoît Kandel            | RN                       | RN                       | 6 668        | 17,17        |             |             |
| | Laurent Castillo         | LR (UDC)                 | LR                       | 4 973        | 12,81        |             |             |
| | Philippe Vardon          | REC                      | REC                      | 4 217        | 10,86        |             |             |
| | David-André Darmon       | MHAN (TUPV)              | ECO                      | 1 062        | 2,73         |             |             |
| | Dominique Boy-Mottard    | PRG                      | RDG                      | 1 023        | 2,63         |             |             |
| | Marie-Françoise Caussin  | EAC                      | ECO                      | 613          | 1,58         |             |             |
| | Marie-Ange Rivière       | LP (UPF)                 | DSV                      | 550          | 1,42         |             |             |
| | Gabriel-Kayne Mercier    | PA                       | ECO                      | 540          | 1,39         |             |             |
| | Estelle Jaquet           | LO                       | DXG                      | 259          | 0,67         |             |             |
| | Sylvie Bonaldi           | EPL                      | ECO                      | 207          | 0,53         |             |             |
| | Yann Benoit              | SE                       | DIV                      | 84           | 0,22         |             |             |
| Votes valides                                                                                            | Votes valides            | Votes valides            | Votes valides            | 38 833       | 98,29        | 33 154      | 90,46       |
| Votes blancs                                                                                             | Votes blancs             | Votes blancs             | Votes blancs             | 458          | 1,16         | 2 425       | 6,62        |
| Votes nuls                                                                                               | Votes nuls               | Votes nuls               | Votes nuls               | 217          | 0,55         | 1 071       | 2,92        |
| Total | Total                    | Total                    | Total                    | 36 508       | 100          | 36 650      | 100         |
| Abstention                                                                                               | Abstention               | Abstention               | Abstention               | 52 313       | 56,97        | 55 165      | 60,08       |
| Inscrits / participation                                                                                 | Inscrits / participation | Inscrits / participation | Inscrits / participation | 91 821       | 43,03        | 91 815      | 39,92       |

La suppléante de Philippe Pradal était Jennifer Salles-Barbosa, avocate, conseillère régionale, adjointe au maire de Nice.

#### Elections de 2024
| Résultats des élections législatives des 30 juin et 7 juillet 2024 de la 3e circonscription des Alpes-Maritimes |                          |                          |                          |              |              |             |             |
| Candidat | Candidat                 | Parti et coalition       | Nuance                   | Premier tour | Premier tour | Second tour | Second tour |
| Candidat | Candidat                 | Parti et coalition       | Nuance                   | Voix         | %            | Voix        | %           |
| | Bernard Chaix            | RAD (RN)                 | UXD                      | 23 983       | 41,47        | 28 884      | 53,71       |
| | Laure Quignard           | PS (NFP)                 | UG                       | 15 754       | 27,24        | 24 897      | 46,29       |
| | Philippe Pradal          | HOR (ENS)                | ENS                      | 14 670       | 25,36        | Retrait     | Retrait     |
| | Marie Françoise Caussin  | ÉAC                      | ECO                      | 1 675        | 2,90         |             |             |
| | Thibault Delhez          | DLF                      | DSV                      | 883          | 1,53         |             |             |
| | Estelle Jaquet           | LO                       | EXG                      | 438          | 0,76         |             |             |
| | Marjorie Vivo            | Équinoxe                 | ECO                      | 434          | 0,75         |             |             |
| |                          |                          |                          |              |              |             |             |
| Votes valides                                                                                                   | Votes valides            | Votes valides            | Votes valides            | 57 837       | 98,01        | 53 781      | 93,57       |
| Votes blancs | Votes blancs             | Votes blancs             | Votes blancs             | 763          | 1,29         | 2 904       | 5,05        |
| Votes nuls | Votes nuls               | Votes nuls               | Votes nuls               | 412          | 0,70         | 794         | 1,38        |
| Total | Total                    | Total                    | Total                    | 59 012       | 100          | 57 479      | 100         |
| Abstention | Abstention               | Abstention               | Abstention               | 32 712       | 35,66        | 34 249      | 37,34       |
| Inscrits / participation                                                                                        | Inscrits / participation | Inscrits / participation | Inscrits / participation | 91 724       | 64,34        | 91 728      | 62,66       |

Le suppléant de Bernard Chaix est Jean-Pierre Lafitte, médecin, conseiller départemental du canton de Nice-6.